# Parafia Podwyższenia Krzyża Świętego w Klisinie
Parafia Podwyższenia Krzyża Świętego w Klisinie – parafia rzymskokatolicka, znajdująca się w diecezji opolskiej, w dekanacie Głogówek.
Parafię obsługuje proboszcz parafii św. Jadwigi w Szonowie. 1 sierpnia 2023 proboszczem parafii został mianowany ks. Grzegorz Bławicki.